# مات كيسلار
مات كيلسار (بالإنجليزية: Matt Keeslar)‏ (و. 1972  م) هو ممثل مسرحي، وممثل أفلام، وممثل تلفزي، وكاتب سيناريو، ومنتج أفلام، وممرض أمريكي، ولد في غراند رابيدز.

## التعليم
تعلم في مدرسة جوليارد
.

## وصلات خارجية
- مات كيسلار على موقع IMDb (الإنجليزية)
- مات كيسلار على موقع ألو سيني (الفرنسية)
- مات كيسلار على موقع أول موفي (الإنجليزية)
- مات كيسلار على موقع قاعدة بيانات الأفلام السويدية (السويدية)
- مات كيسلار على موقع إن إن دي بي (الإنجليزية)
- مات كيسلار على موقع قاعدة بيانات الفيلم (الإنجليزية)
- مات كيسلار على موقع كينوبويسك (الروسية)